# عبدللي
عبدللي أو عبد الله هي إحدى القرى اللبنانية من قرى قضاء البترون في محافظة الشمال.

## الموقع
- المسافة من بيروت: 76 كلم
- الارتفاع عن سطح البحر:600 م

## الزراعات
التبغ والزيتون

## الينابيع
- نبع الدالة
- نبع الحب